# Fakulta jaderná a fyzikálně inženýrská ČVUT
Fakulta jaderná a fyzikálně inženýrská ČVUT v Praze (FJFI ČVUT v Praze) je jedna z fakult Českého vysokého učení technického v Praze. Pokrývá oblasti studia matematického inženýrství, fyzikálního inženýrství, informatiky, jaderné fyziky a jaderné chemie. Jejím současným děkanem je doc. Václav Čuba.

## Historie
Fakulta byla založena roku 1955 v rámci československého jaderného programu jako součást Univerzity Karlovy pod názvem Fakulta technické a jaderné fyziky. Bylo to v období nástupu mírového využívání jaderné energie v mezinárodním měřítku a využívat jadernou energii v Československu se jevilo velmi lákavé z hledisek ekonomických i ekologických a také pro značné čs. zásoby uranových rud. Prvním děkanem fakulty byl prof. Václav Petržílka, který jako jeden z mála v Československu měl zkušenost z jaderného výzkumu v zahraničí. Na katedře jaderné chemie zpočátku působil i známý český vědec a spisovatel František Běhounek, žák Marie Curieové. Brzy se ukázalo, že jaderná technika není jen záležitost jaderných oborů, ale že vyžaduje úzké propojení přírodovědných oborů s technickou praxí a také novou vyšší úroveň inženýrské práce. V roce 1959 tak fakulta přešla pod České vysoké učení technické v Praze a získala i svůj současný název.[zdroj?]
Od začátku se u fakulty prosazovala snaha profilovat se jako elitní škola po vzoru univerzit jak v bývalém Sovětském svazu, tak v západních zemích. Výuka byla stavěna na širokém přírodovědném základě, což umožnilo absolventům dobře se orientovat v nově vznikajících oblastech inženýrské práce, kde se fyzikální poznatky teprve začaly uplatňovat. Postupně se na fakultě vyhranily čtyři základní směry výuky: matematické a softwarové inženýrství, jaderné inženýrství zaměřené na fyziku a techniku jaderných reaktorů, fyzikální inženýrství se specializací na fyzikální elektroniku a inženýrství pevných látek a jaderně chemické inženýrství.[zdroj?]
Podíl vědeckovýzkumné práce byl vždy značný a fakulta představovala vlastně i výzkumný ústav. Spolupracovala s inženýrskou praxí jednak při matematickém řešení technických problémů, vývoji nových fyzikálních metod měření či rozvoji nových technologií – laserových, polovodičových, fyzikálně-chemických a materiálových, v oblasti kosmického výzkumu, biomedicíny aj. Fakulta se snaží udržet punc prestižní školy po vzoru západních univerzit (např. MIT) s maximálním zapojením studentů do vědeckých a výzkumných projektů a důrazem na dobré jméno při uplatnění absolventů.[zdroj?]

### Děkani
- prof. RNDr. Václav Petržílka, DrSc. (1955–58)
- prof. Ing. Bohumil Kvasil, DrSc. (1958–60)
- prof. Ing. Ladislav Haňka, DrSc. (1960–64)
- doc. Ing. Michal Láš, CSc. (1964–67)
- prof. Ing. Čestmír Šimáně, DrSc. (1967–72)
- doc. Ing. Ivan Štoll, CSc. (1972–88)
- prof. Ing. Bedřich Šesták, DrSc. (1988–90)
- prof. Ing. Miloslav Havlíček, DrSc. (1990–94)
- prof. Ing. Ladislav Musílek, CSc. (1994–2000)
- prof. Ing. Miloslav Havlíček, DrSc. (2000–06)
- doc. Ing. Miroslav Čech, CSc. (2006–14)
- prof. Ing. Igor Jex, DrSc. (2014–22)
- doc. Ing. Václav Čuba, Ph.D. (2022–dosud)

## Vedení fakulty
- doc. Ing. Václav Čuba, Ph.D. – děkan
- prof. Mgr. Milan Krbálek, Ph.D. – proděkan pro pedagogiku
- prof. Dr. Ing. Petr Haušild – proděkan pro vědu a výzkum
- doc. Ing. Jan Čepila, Ph.D. – proděkan pro rozvoj fakulty
- doc. RNDr. Jan Vybíral, Ph.D. – proděkan pro vnější vztahy a zahraniční styky
- Mgr. Alena Králová – tajemník

## Spolupráce s institucemi a firmami
FJFI ČVUT v Praze spolupracuje v rámci vědecké, výzkumné a pedagogické činnosti s mnoha českými a díky rozsáhlým kontaktům také zahraničními institucemi. Jde o řešení společných výzkumných programů, přípravu společných publikací a učebních textů. Bohaté zkušenosti spolupráce má fakulta také v průmyslové sféře, kde se podílí na vývoji aktuálních problémů firem. Mezi její partnery patří IBM, CA Technologies, IKEM, EXOVA, Škoda Praha Invest, Nuvia Group, SÚJB, Protonové centrum, Národní galerie a řada dalších. Ve spolupráci s ČEZ mimo jiné zajišťuje provoz a organizuje využití školního jaderného reaktoru  VR-1 VRABEC. V neposlední řadě je FJFI ČVUT v Praze platným členem několika významných mezinárodních sdružení a v roce 2015 stála u zrodu Czech Fusion Society.[zdroj?]

## Budovy

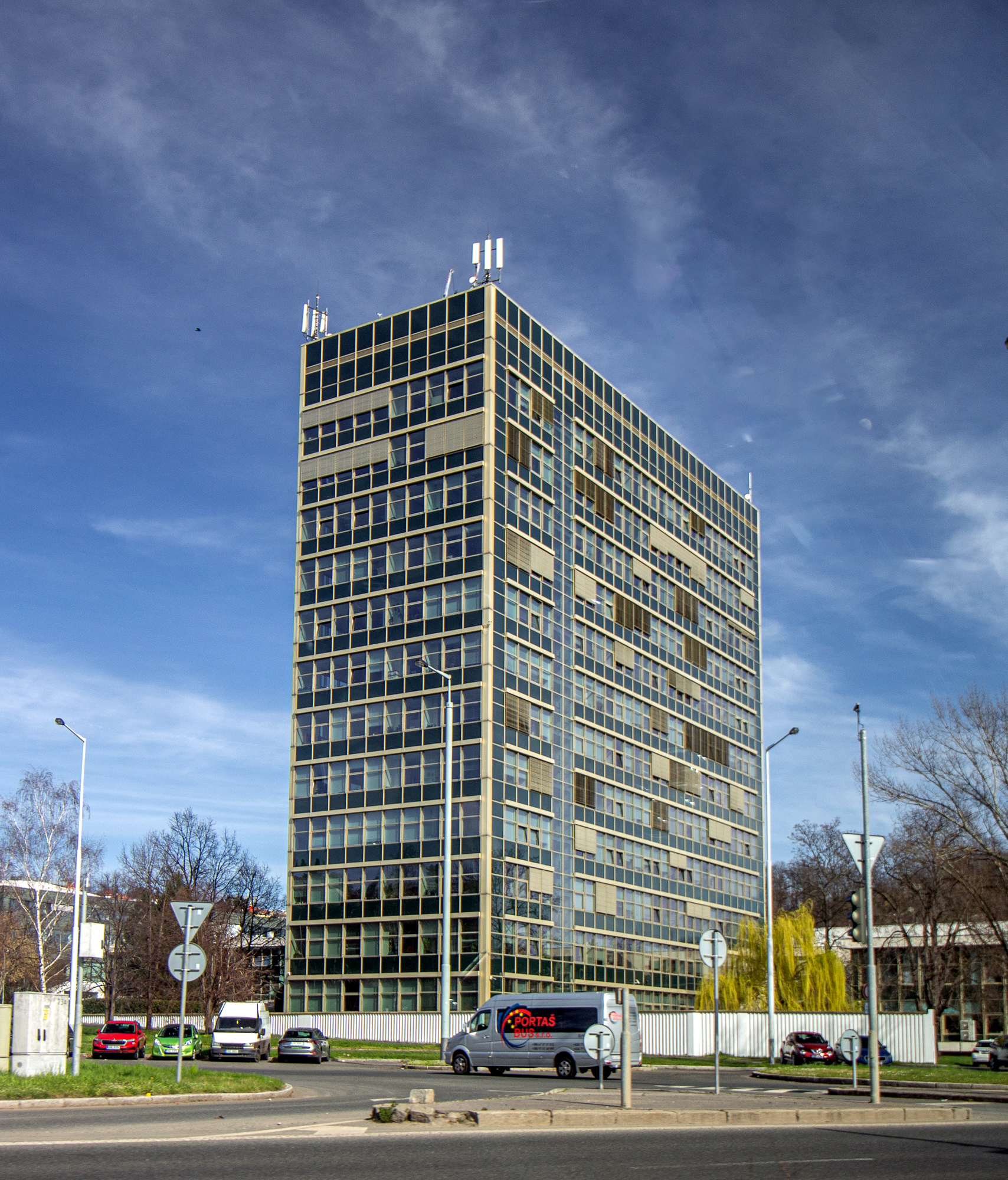
Areál Karlovy univerzity v Troji, kde má FJFI některé svoje laboratoře, včetně výukového jaderného reaktoru VR-1

Hlavní budova FJFI ČVUT v Praze se nachází v Praze 1 v Břehové ulici 7 v sousedství Právnické fakulty Univerzity Karlovy a Pražské konzervatoře. Budova v novoklasicistním stylu byla postavena na základě návrhu Josefa Sakaře v letech 1920–1922 pro účely ministerstva zahraničního obchodu a Filozoficko-historickou fakultu Univerzity Karlovy, která v ní sídlila po dobu první republiky (včetně děkanátu). Za druhé světové války byla budova využita pro sídlo Oberlandrat Prag. Po roce 1945 zde byla obnovena pracoviště FF UK (Státní ústav pro lidovou píseň, Seminář křesťanské archeologie, Prehistorický ústav, Katedra dějin a teorie hudby...) a tehdejší Fakultě technické a jaderné fysiky UK připadla budova v roce 1955.
Druhou budovou je pak bývalý chemický ústav v Trojanově ulici 13 pod Karlovým náměstím. Mnoho laboratoří se stále nachází v budově Karlovy univerzity v Troji. V Děčíně se pak nachází detašované pracoviště fakulty v Pohraniční ulici 1.

## Katedry
V současnosti má fakulta 10 kateder:
- Katedra matematiky
- Katedra fyziky
- Katedra humanitních věd a jazyků
- Katedra inženýrství pevných látek
- Katedra laserové fyziky a fotoniky
- Katedra materiálů
- Katedra jaderné chemie
- Katedra dozimetrie a aplikace ionizujícího záření
- Katedra jaderných reaktorů
- Katedra softwarového inženýrství

## Studentské spolky
Pod záštitou fakulty existují dva hlavní studentské spolky. Prvním z nich je spolek Studentské unie při FJFI ČVUT v Praze, který studentům v záplavě náročného učiva poskytuje nemálo radosti a povyražení. Organizací akcí jako Noc na Jaderce, reprezentační ples Všejaderná fúze či představení fakultního divadelního spolku Nucleus pečuje o kulturní život studentstva. Druhý je pak sportovní spolek Tralalalala založený roku 2006, poskytující velké množství sportovního vyžití.